# Резанов, Александр Геннадьевич
Алекса́ндр Генна́дьевич Реза́нов (укр. Олександр Геннадійович Рєзанов; 6 октября 1948, Александровск-Сахалинский, Сахалинская область — 5 сентября 2024, Запорожье) — советский гандболист, тренер. Олимпийский чемпион 1976 года и серебряный призёр чемпионата мира 1978 года.
С 1966 года по 1983 годы в составе запорожских команд «ЗМетИ» («ЗИИ»), а с 1969 по 1979 годы — и сборной Советского Союза. Обладатель Кубка ИГФ (IHF) 1983 года в составе «ЗИИ», серебряный призёр чемпионата мира 1978 года. Серебряный призёр (1971) и 5-кратный бронзовый призёр чемпионатов СССР (1972, 1975, 1982—1984). Заслуженный мастер спорта СССР (1976).
Главный тренер мужской и женской национальных сборных Турции (1991—1995), тренер команды «Бешикташ» (1995—1998). С 1996 года тренер гандбольного клуба ZTR. За время его работы команда 11 раз становилась чемпионом Украины. Работал тренером национальной сборной Украины (2001, 2006), а также юношеской, молодёжной сборных Украины.

## Биография
Родился 6 октября 1948 года в городе Александровск-Сахалинский. В возрасте 5 лет вместе с семьёй переехал в Запорожье. Первый тренер — Ефим Полонский (СДЮШОР «ЗАС»).
Окончил Запорожский филиал Днепропетровского металлургического института (1975, инженер-металлург) и Запорожский государственный педагогический институт (факультет физической культуры).
На Играх 1972 года в Мюнхене сыграл в составе сборной СССР все шесть матчей и забросил три мяча. Тогда команда заняла пятое место.
На Играх 1976 года в Монреале сыграл все шесть матчей и снова забросил три мяча. Команда выиграла золотые медали.
Провёл в составе сборной команды СССР 127 матчей, забросил 93 мяча.
С 1981 — на тренерской работе. Тренировал команды высшей лиги Запорожского индустриального института, сборные команды Украины, Молдавии, Турции. С 1996 года тренер гандбольного клуба ZTR. За время его работы команда 11 раз становилась чемпионом Украины. Под руководством Резанова было подготовлено более 20 мастеров спорта Украины, 2 мастера спорта международного класса. В состав сборных команд Украины входили 16 его воспитанников.
Умер 5 сентября 2024 года в возрасте 75 лет.

## Награды
- Заслуженный мастер спорта СССР (1976)[7]
- Государственная стипендия Президента Украины (1999)[9]
- Орден «За заслуги перед Запорожским краем» II степени (2009)[5]
- Орден «За заслуги перед Запорожским краем» I степени (2018)[10]
- Медаль «За трудовую доблесть»[4]
- Грамота Президиума Верховного Совета УССР[4]